# Marsouin (S632)
Pour les articles homonymes, voir Marsouin (sous-marin).
Le Marsouin (numéro de coque S632) est un sous-marin d'attaque conventionnel français de classe Narval. Mis en service en 1957, il est désarmé en 1982. Sa carrière est marquée par une croisière polaire et quatre accidents.